# Roland Reime
Roland Reime (* 30. März 1945 in Hamburg; † 24. März 2017 in Kiel) war von 1999 bis 2006 Vorstandsvorsitzender der Provinzial Nord und von 2007 bis zu seinem Ableben Präsident des Fußballvereins Holstein Kiel.

## Beruf
Reime machte eine Ausbildung zum Versicherungskaufmann bei einem Hamburger Versicherungsunternehmen, die er 1963 abschloss. 1967 wechselte er zur Allianz Leben AG, wurde dort 1974 Leiter der Firmenberatung Norddeutschland und übernahm 1979 die Filialdirektion in Hamburg. Von dort wechselte er zur Transatlantischen Lebensversicherungs AG, um dann 1985 bei der Gerling GmbH in Hannover als Vertriebsleiter einzusteigen. Ein Jahr später wurde er alleinzeichnungsberechtigter Geschäftsführer der Gerling & Co. GmbH in Münster. 
Am 1. März 1992 wurde Reime Vorstandsmitglied der Provinzial Nord Versicherungsgruppe und ab 1. Januar 1999 deren Vorstandsvorsitzender. Er war als solcher maßgeblich an der Fusion mit der Westfälischen Provinzial zur Provinzial NordWest beteiligt. Im Jahr 2006 beendete Reime seine Karriere in der Versicherungsbranche aus gesundheitlichen Gründen.

## Sportfunktionär
Im Sport war Reime von 1988 bis 1991 Beiratsmitglied von Preußen Münster, wo er den Aufstieg in die 2. Fußball-Bundesliga miterlebte. Nach seinem beruflichen Wechsel nach Schleswig-Holstein 1992 wurde er 1993 Beiratsvorsitzender des Handballvereins THW Kiel, dessen langjähriger Hauptsponsor die Provinzial war. Er verließ diese Position beim THW Kiel erst im Juli 2007, um sein neues Amt als Präsident bei Holstein Kiel anzutreten. Unter seiner Führung gelang Holstein Kiel der zweifache Aufstieg von der Oberliga Nord (2007/08) über die Regionalliga Nord (2008/09) in die 3. Liga (2009/10). Für Aufsehen sorgte Reime dabei, als er zur Winterpause 2008/09 den damaligen Trainer Peter Vollmann entließ und durch den früheren Bundesligatrainer Falko Götz ersetzte, obwohl Holstein Kiel zu diesem Zeitpunkt Tabellenführer war. Reime begründete diesen Schritt mit einer notwendigen Professionalisierung des Vereinsbetriebs und nannte als Ziel seiner Arbeit den Aufstieg in die 2. Fußball-Bundesliga bis zum Jahr 2012. Nachdem Kiel im Jahr 2009 in die 3. Liga aufgestiegen war, wurde jedoch der Klassenerhalt verfehlt, so dass der Verein nach nur einer Saison als Tabellenneunzehnter wieder ab- und erst 2013 wieder aufstieg. Den Aufstieg in die 2. Bundesliga verpasste Reime mit Holstein Kiel 2015 nur sehr knapp durch ein gegnerisches Tor in der Nachspielzeit des Relegationsspiels beim TSV 1860 München.
Roland Reime verstarb am 24. März 2017 nach kurzer schwerer Krankheit und erlebte so den Aufstieg seines Vereins in die 2. Bundesliga am 13. Mai 2017 nicht mehr mit. DFB-Präsident Reinhard Grindel merkte dazu an, dass Reime diesen Aufstieg sicherlich als „Vollendung seiner langjährigen ehrenamtlichen Tätigkeit empfunden hätte“.

## Ehrenamt
Reime war auch Vorsitzender des Fördervereins des Schleswig-Holsteinischen Freilichtmuseums.